# Robert F. Kennedy Jr.
Robert Francis Kennedy Jr. (známý pod iniciálami RFK Jr., * 17. ledna 1954 Washington, D.C.) je americký environmentální právník, politik a spisovatel. Svými kritiky je též často označován za protiočkovacího aktivistu, ačkoliv on sám se považuje za pouhého „obhájce bezpečnosti vakcín“. Od února 2025 zastává funkci ministra zdravotnictví a sociální péče Spojených států amerických ve druhé vládě Donalda Trumpa.
Jeho otcem byl ministr spravedlnosti a senátor Robert F. Kennedy, zavražděný během prezidentské kandidatury v červnu 1968. Strýci byli zavražděný prezident John F. Kennedy a senátor Edward Kennedy, dědem pak podnikatel a americký velvyslanec ve Spojeném království Joseph Kennedy.

## Mládí a vzdělání
Kennedy se narodil 17. ledna 1954 ve Washingtonu, D.C. Je třetím z jedenácti dětí senátora a ministra spravedlnosti Roberta F. Kennedyho a Ethel Kennedyové (rozené Skakel). Jeho strýci byli americký prezident John F. Kennedy a senátor Edward Kennedy.
Kennedy vyrůstal v McLeanu ve Virginii a na Cape Cod v Massachusetts. V roce 1963 (v jeho devíti letech) byl zavražděn jeho strýc, prezident John F. Kennedy, a v roce 1968 (v jeho čtrnácti letech) byl zavražděn jeho otec.
Kennedy se o atentátu na svého otce dozvěděl, když byl v Marylandu. O několik hodin později odletěl spolu se starší sestrou Kathleen a starším bratrem Josephem letadlem viceprezidenta Huberta Humphreyho do Los Angeles. Pohřeb se konal 8. června a Kennedy byl jedním z nosičů rakve. Na mši k uctění památky otcovy smrti přečetl úryvky z otcových projevů.
Po otcově smrti žil Kennedy v náhradní rodině v Cambridge ve státě Massachusetts a vystudoval Palfrey Street School. Před nástupem do této školy byl Kennedy vyhozen ze dvou internátních škol za užívání drog. V srpnu 1970 byli Kennedy a jeho bratranec Bobby Shriver zatčeni v Barnstable ve státě Massachusetts za držení marihuany a byla jim uložena třináctiměsíční podmínka.
Kennedy pokračoval ve studiu na Harvardově univerzitě, kterou dokončil v roce 1976 s titulem Bachelor of Arts v oboru americká historie a literatura. Později studoval na London School of Economics a poté získal titul Juris Doctor na University of Virginia a titul Master of Laws na Pace University. Právnickou kariéru zahájil jako asistent okresního prokurátora v New Yorku. V únoru 1984 byl v jihodakotském Rapid City odsouzen k dvouleté podmínce za držení heroinu. V roce 1984 nastoupil do Riverkeeper a v roce 1986 do Natural Resources Defense Council (NRDC), dvou neziskových organizací zaměřených na ochranu životního prostředí. Působil na právnické fakultě Pace University. V roce 1999 založil neziskovou environmentální skupinu Waterkeeper Alliance a působil jako předseda její správní rady.

## Veřejné působení a politika

### Aktivity během Covidu-19
Známým se v této době stal spory ohledně bezpečnosti a účinnosti vakcín proti onemocnění Covid-19, jejichž bezpečnostní profil, nedostatečné a nedostatečně dlouhé testování a de facto plošné vnucování populaci, včetně povinného očkování vojenského personálu a dalších státních zaměstnanců tvrdě kritizoval, čímž vyvolal u prosazovatelů těchto preparátů značnou kontroverzi. Kritizoval také argumenty o plné bezinfekčnosti občanů, kteří takové genetické očkování podstoupili. Byl obviňován z šíření konspiračních teorií (teorií spiknutí) týkajících se veřejného zdraví. Od roku 2005 propaguje vědecky zdiskreditované tvrzení o souvislosti mezi očkováním a autismem. Je zakladatelem a předsedou skupiny Children's Health Defense, jež propaguje odpor vůči očkování. Velká část Kennedyho kritiky a textů týkajících se veřejného zdraví byla namířena proti známým kontroverzním osobnostem, jako jsou např. Anthony Fauci, nebo Bill Gates. Kennedy kritizoval také prezidenta Joe Bidena. Jako spisovatel napsal knihy Skutečný Anthony Fauci : Bill Gates, Big Pharma a globální válka proti demokracii a veřejnému zdraví či A Letter to Liberals. Napsal také předmluvu ke knize Dr. Josepha Mercoly a Ronnieho Cumminse Pravda o covidu-19 : Odhalení Velkého resetu, lockdownů, vakcinačních pasů a nového normálu : Proč se musíme spojit v celosvětové hnutí za zdraví a svobodu, kterou do češtiny přeložila překladatelka a disidentka za komunistického režimu v ČSSR Petruška Šustrová.

### Prezidentská kandidatura 2024 a ministr zdravotnictví v Trumpově vládě
Dne 9. října 2023 oznámil, jako bývalý člen demokratické strany, svou vlastní nezávislou kandidaturu v amerických prezidentských volbách, ze které 23. srpna 2024 pro nedostatečný samostatný volební potenciál pro celoamerické volební vítězství odstoupil, podpořil kandidáta republikánské strany Donald Trumpa a stal se členem jeho volebního týmu i se svým původním heslem a tématem MAHA (Make America Healthy Again). Zvolený prezident Trump jej nominoval na pozici ministra zdravotnictví a sociální péče, do níž byl 13. února 2025 potvrzen Senátem, načež tentýž den složil slib do rukou jednoho ze soudců Nejvyššího soudu USA, Neila Gorsuche, a byl uveden do funkce prezidentem Trumpem. Dostal tak na starosti resort, který hospodaří s přibližně jednou čtvrtinou celého federálního rozpočtu USA. 
V březnu 2025 Kennedy uvedl, že by podle jeho představ mohl být lékem na depresi pobyt na tzv. wellness farmách s tím, že by nemuselo být nutné pacientům předepisovat antidepresiva. Téhož měsíce oznámil významné organizační změny na resortu zdravotnictví. V dubnu 2025 oznámil, že usiluje o to, aby byl do září téhož roku objeven původ autismu. V květnu 2025 uvedl opakovaně vyvrácené tvrzení, že za autismem stojí očkování a navíc dodal, že jej může způsobovat také výchova ze strany rodičů. Téhož měsíce poskytlo jím vedené ministerstvo zdravotnictví zprávu, která by potvrzovala zhoršující se zdraví mladých lidí. Tu však ministerstvo nechalo vygenerovat umělou inteligencí, která citovala neexistující zdroje. Média navíc tou dobou informovala, že se Kennedy se svými vnoučaty koupal v potoce kontaminovaném splaškovou vodou, ve kterém je koupání zakázáno. V červnu 2025 nechal propustit všechny členy amerického výboru pro očkování. Téhož měsíce navrhl koncept přenosných zařízení, která by byla schopna monitorovat zdraví všech obyvatel.
V srpnu 2025 oznámil, že ministerstvo zdravotnictví provede významné snížení financování výzkumu a vývoje mRNA vakcín. Kennedy se před tímto krokem snažil, aby byla stažena vědecká studie, která vyvrátila možnou souvislost mezi výskytem hliníku ve vakcínách a zdravotními problémy u dětí.

## Dílo (výběr)
- The Riverkeepers: Two Activists Fight to Reclaim Our Environment as a Basic Human Right (společně s Johnem Croninem, 1997)
- Crimes Against Nature (2004)
- Skutečný Anthony Fauci : Bill Gates, Big Pharma a globální válka proti demokracii a veřejnému zdraví
- Dopis liberálům (A Letter to Liberals)
- The Wuhan Cover-Up: And the Terrifying Bioweapons Arms Race (2023)